# Orosz tízrubeles
A 10 RUB, 10 rubel vagy tízrubeles Oroszország, a Krími Köztársaság (beleértve Szevasztopolt), Abházia és Dél-Oszétia által használt, legnagyobb, forgalomban lévő rubelérme. Tömege 5,63 gramm, átmérője 22 milliméter.

## Változatok[1][2]
2009 óta két különböző változatot vernek:
| Előlap | Hátlap | Tömeg  | Átmérő | Vastagság | Anyag         | Verési évek | Pénzverde                                            |
| ------ | ------ | ------ | ------ | --------- | ------------- | ----------- | ---------------------------------------------------- |
|        |        | 5,63 g | 22 mm  | 2,2 mm    | Sárgaréz acél | 2009-2015   | 2009, 2011-2015: Moszkva 2010: Moszkva/Szentpétervár |
|        |        | 5,63 g | 22 mm  | 2,2 mm    | Sárgaréz acél | 2016-2021   | 2016-2021: Moszkva                                   |

A 2009 és 2015 között vert változat hátulján a sas fölött a ДЕСЯТЬ РУБЛЕЙ (Tíz rubel) felirat található, alatta pedig körvonalban fordulva a БАНК РОССИИ (Orosz nemzeti bank) felirat. Az évszám alul, két, ponttal szétválasztott vonal között található.

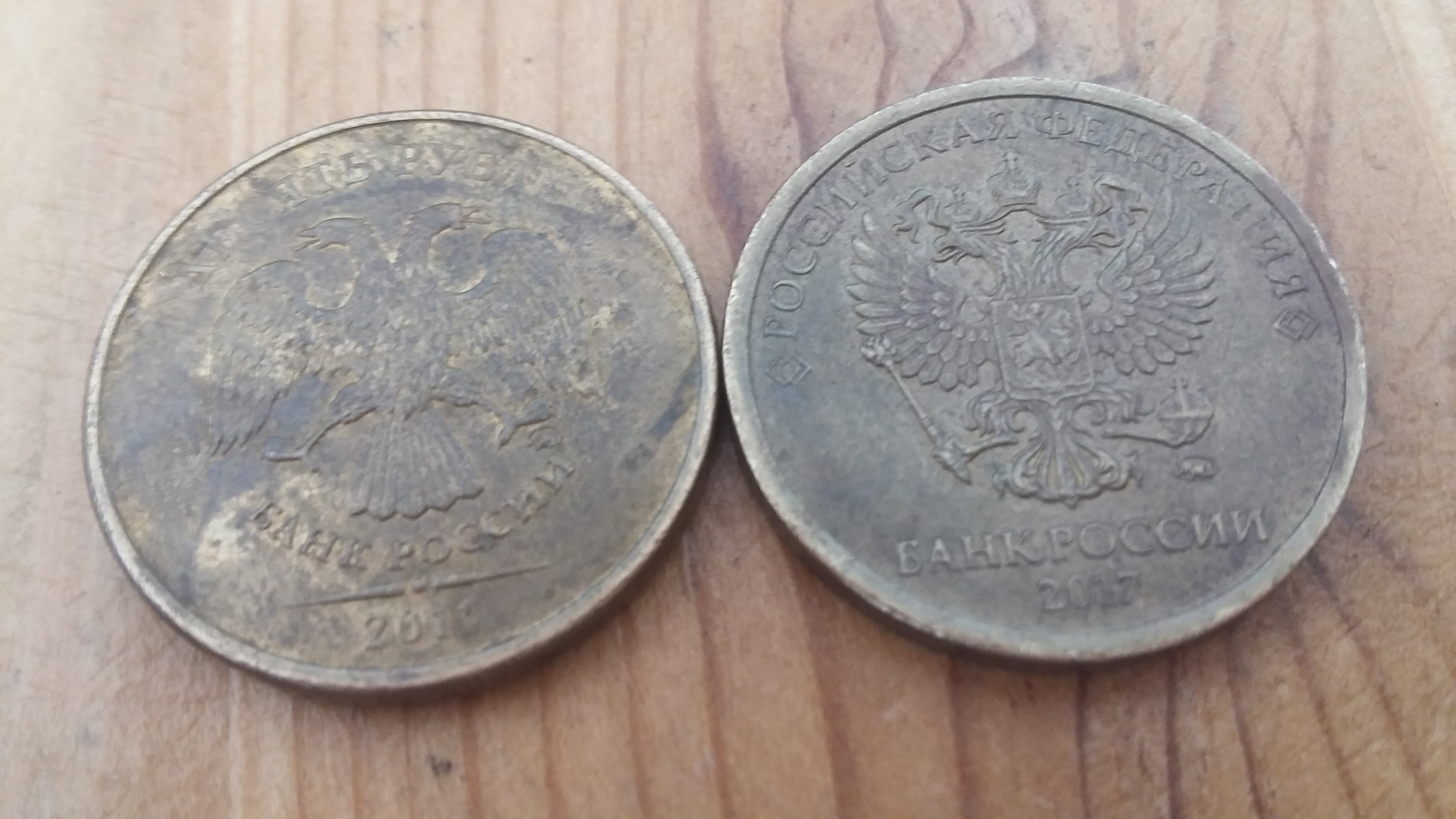
Egy 2011-es és egy 2017-es tízrubeles

A 2016-tól vert változaton a sas fölé most már a РОССИЙСКАЯ ФЕДЕРАЦИЯ (Orosz föderáció) felirat van verve, alatta immár egy vonalban olvasható a БАНК РОССИИ (Orosz nemzeti bank) felirat, és alatta, vonalak nélkül olvasható az évszám.

## Kapcsolódó szócikk
- Orosz rubel